# Oliviero Diliberto

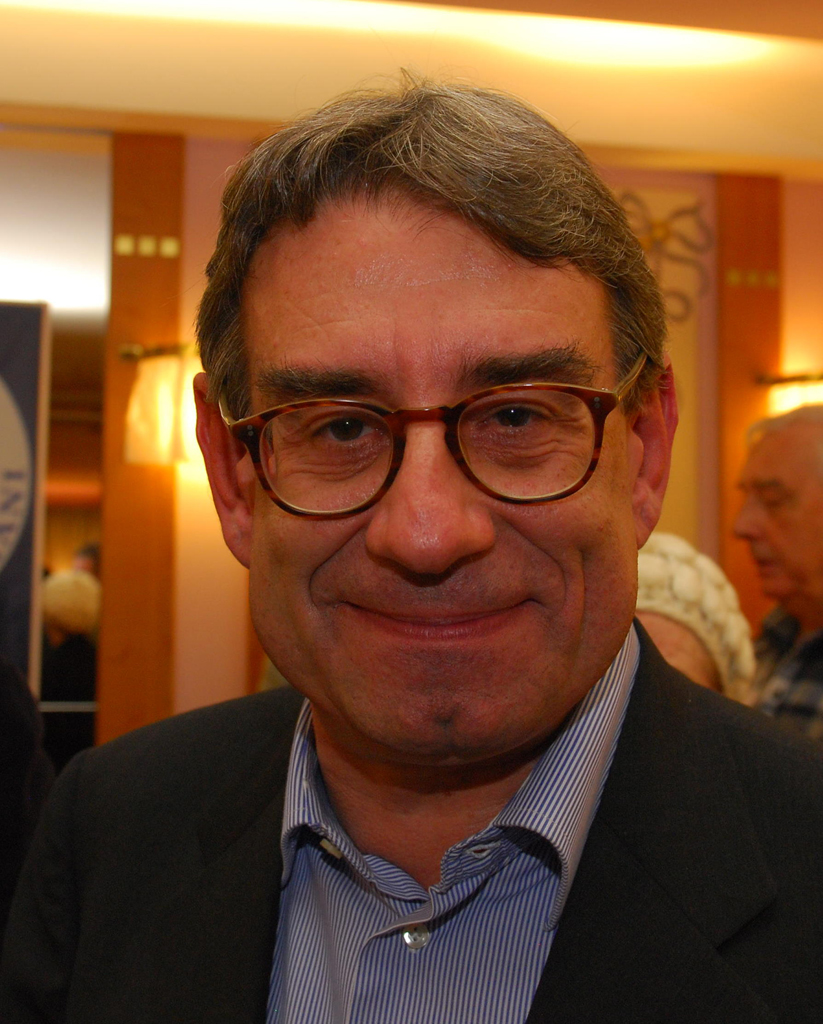
Oliviero Diliberto

Oliviero Diliberto (Cagliari, 13 oktober 1956), is een Italiaans communistisch politicus. Hij is de huidige secretaris van de Partito dei Comunisti Italiani (Partij van Italiaanse Communisten).
Diliberto studeerde rechten aan de Università La Sapienza. Hij was oorspronkelijk lid van de Partito della Rifondazione Comunista (Heropgerichte Communistische Partij) en werd in 1994 in de Kamer van Afgevaardigden gekozen. Hij steunde de motie van wantrouwen van zijn partij aan het adres van de regering-Prodi niet en stapte met partijvoorzitter Armando Cossutta en anderen uit de partij en was daarna een van de medeoprichters van de Partito dei Comunisti Italiani (PdCI), en werd tot nationaal secretaris van de nieuwe partij gekozen. Van 1998 tot 2000 was hij minister van Justitie onder premier Massimo D'Alema.
Diliberto is sinds 1994 redacteur van Liberazione.
In november 2004 bezocht Diliberto Libanon en voerde er gesprekken met de secretaris van Hezbollah, sjeik Hassan Nasrallah, iets wat scherp werd veroordeeld door de Israëlische regering.
Oliviero Diliberto heeft aangegeven geen zitting te zullen nemen in een nieuwe (centrumlinkse) regering maar liever aan te blijven als partijsecretaris.
Diliberto is een man met een pacifistische instelling en was tegen de Italiaanse militaire missie naar Irak.